# Магонов, Иван Афанасьевич
Иван Афанасьевич Магонов (24 ноября 1923, Новосёлки, Гомельская губерния — 17 августа 1998, Болшево, Московская область) — советский и российский военачальник, генерал-лейтенант танковых войск.
Участник Великой Отечественной войны. В 1943 году на Курской дуге — капитан, командир мотострелкового, а затем танкового батальона 183-й танковой бригады отдельного 10-го танкового корпуса. Начальник Московского высшего общевойскового командного орденов Ленина и Октябрьской Революции Краснознамённого училища (МВОКУ) (1969 — 1984). Первый комендант и почётный гражданин города Старобельска Луганской области.

## Биография
Родился 24 ноября 1923 года в деревне Новосёлки (ныне — в Ветковском районе Гомельской области) в семье Афанаса и Ефросинии Магоновых. Помимо Ивана в семье было 3 сына (Никита, Алексей, Николай) и дочь (Гаша).
В 1940 году был призван в ряды РККА Ветковским РВК Ветковского района Гомельской области Белорусской ССР. Для того, чтобы получить возможность служить, прибавил себе 2 года, поэтому во всех военных документах год рождения указан как 1921.
В 1941 году окончил Лепельское миномётное училище.
После окончания военного училища воевал на Западном, Ленинградском, Волховском и Юго-Западном фронтах, был тяжело ранен. После госпиталя был направлен в 183-ю танковую бригаду. Служил в должности заместителя начальника штаба 183-й танковой бригады по разведке.
В 1943 году в сражении на Курской дуге — капитан, командир мотострелкового, а затем танкового батальона 183-й танковой бригады отдельного 10-го танкового корпуса. Этим батальоном командовал до августа 1943 года.
Из наградного листа И. А. Магонова от 3 марта 1943 года с представлением к награждению орденом "Красное Знамя"  :

В период боёв с немецкими оккупантами с 11 января по 25 февраля 1943 г. работая помощником начальника штаба по разведке хорошо организовал разведку. Командование бригады всегда имело исчерпывающие данные о противнике. Неоднократно ходил сам лично в разведку, проявил при этом мужество и героизм. Разведчиками было приведено 15 «языков».
В момент напряжённых боёв командир мото-стрелково-пулеметного батальона был убит. Командование бригады поставило тов. Магонова командиром мсп б-на. Тов. Магонов организовал стойкую оборону в районе Красноармейский Рудник, Святогоровка, Александровка. Противник, имея численное превосходство, несколько раз переходил в контратаки, которые были отбиты с большими для него потерями. Батальон не отступил ни шагу назад. Когда 22 февраля части корпуса выходили из окружения, батальон Магонова вместе с командиром 399 т. б-на прикрывал отход. Выполнив задачу, тов. Магонов вывел батальон имея незначительные потери. 23, 24, 25 февраля тов. Магонов с батальоном держал оборону в районе Александровка, Архангеловка, Степановка, где уничтожили 9 танков, 13 автомашин, 4 противотанковых пушки, 10 бронетранспортёров и истребили 550 солдат и офицеров. Личный состав в бою проявил высокую дисциплину, стойкость и героизм. Тов. Магонов в бою проявил мужество и героизм.
Достоин правительственной награды — ордена «Красное Знамя».
Командир 183 танковой бригады полковник Андрющенко
3 марта 1943 года

После освобождения г. Старобельска (Луганская область) 23 января 1943 года танкистами 183-й танковой бригады, был назначен первым комендантом города.
И. А. Магонов писал ::

Взятие Старобельска имело большое стратегическое значение для успешных действий Юго-Западного фронта в январе-марте 1943 года. В соответствии с планом освобождения Донбасса, армии правого крыла Юго-Западного фронта должны были нанести удар через Старобельск в направлении Сталино.

В дни празднования 300-летия Старобельска в 1986 году Магонову как первому коменданту города решением Старобельского городского Совета было присвоено звание «Почётный гражданин города Старобельска».
Закончил войну майором, командиром танкового батальона в Прибалтике. В послевоенное время на командных должностях.
В 1957 окончил Военную академию им. М. В. Фрунзе. Был командиром 5-й гвардейской танковой дивизии. Генерал-майор танковых войск (16.06.1965).
С 19 февраля 1969 года по 23 мая 1984 года — начальник Московского высшего общевойскового командного орденов Ленина и Октябрьской Революции Краснознаменного училища имени Верховного Совета РСФСР (МВОКУ).
В отставке с 1991 года.
Деятель общественного охотничьего движения. С 1983 по 1996 гг. был председателем Центрального совета Военно-охотничьего общества (ВОО). Внес большой вклад в развитие материальной базы охотничьих хозяйств, стрелково-стендовых комплексов и промышленных предприятий ВОО. Способствовал развитию связей между ВОО и другими общественными охотничьими организациями. Почетный член ВОО. Заслуженный работник охотничьего хозяйства Росохотрыболовсоюза.

### В должности начальника МВОКУ (1969—1984)
19 февраля 1969 года был назначен начальником Московского высшего общевойскового командного орденов Ленина и Октябрьской Революции Краснознаменного училища имени Верховного Совета РСФСР (т. н. Кремлёвское училище). На этой должности находился 15 лет, заслужив глубокое уважение со стороны подчиненных и долгую память почти 50 тысяч курсантов, ставших при этом начальнике училища офицерами Советской Армии. В честь начальника училища курсантов-кремлёвцев в народе в то время называли «магоновцами».
Особое внимание уделял сохранению воинских традиций, которые всегда сильны были в МВОКУ. Появились и нововведения, сочетавшиеся с традициями: выпуск курсантов стал проходить на Красной площади, после чего лейтенанты возлагали подаренные им пионерами гвоздики к Мавзолею Ленина, почетного курсанта и командира МВВКУ.
При Магонове 21 февраля 1978 года Указом Президиума Верховного Совета СССР за большие заслуги в деле подготовки офицерских кадров и в честь 60-летия Советской Армии училище было награждено орденом Октябрьской революции, став трижды орденоносным.
Тогда же, приказом министра обороны СССР № 50 от 22 февраля 1978 г. училище переименовано в Московское Высшее общевойсковое командное орденов Ленина и Октябрьской Революции Краснознамённое училище имени Верховного Совета РСФСР.
Оставил пост начальника училища 23 мая 1984 года и уволен в запас. Жил в Москве.
Похоронен на Кузьминском кладбище в Москве.

## Семья
- Жена — Магонова Людмила Дмитриевна (10.06.1924—4.2.2012).
- Сын — Магонов Александр Иванович (16.5.1949—12.1.2003), выпускник Военно-медицинской академии имени Кирова по специальности военный хирург, полковник медицинской службы, проходил службу в КГБ СССР.
  - Внук — Магонов Алексей Александрович (р. 22.10.1974), выпускник МПГУ им. Ленина, факультет социологии. Капитан запаса.
  - Внук — Магонов Дмитрий Александрович (р. 10.9.1980), выпускник Военного университета Минобороны России, военно-юридический факультет. Проходил службу в 614-м гвардейском Венском зенитно-ракетном полку. Старший лейтенант юстиции запаса.
  - Внук — Магонов Антон Александрович (р. 27.1.1988), выпускник РГУФКСМИТ, факультет связи с общественностью. Специалист в области физической культуры, спорта и молодежной политики. Проходил срочную военную службу в ФГУ МО РФ КСЭ ЦСКА. Депутат Совета депутатов муниципального округа Арбат.
    - Правнук — Магонов Максим Антонович (р. 28.10.2015).
    - Правнучка — Магонова Мария Дмитриевна (р. 18.12.2019)

## Награды
- 2 ордена Красного Знамени[4]
- 2 ордена Красной Звезды
- Орден Отечественной войны
- Орден «За службу Родине в Вооружённых Силах СССР»
- Медаль «За отвагу»[11]
- Медаль «За боевые заслуги»
- 2 медали «За отличие в охране государственной границы СССР»
- Памятные и юбилейные медали СССР и ряда иностранных государств.

## Память
- Мемориальная доска установлена на здании главного корпуса Московского высшего общевойскового командного училища в декабре 2021 года[12]
- Его имя носит улица в городе Старобельск.
- В музее МВОКУ есть посвященная ему экспозиция.
- 15 декабря 2012 года родственники передали на вечное хранение в Государственный музей военной истории г. Минска личные вещи уроженца Беларуси генерал-лейтенанта И. А. Магонова[13].
- В собрании музея Гомельского дворцово-паркового ансамбля хранятся ценные материалы об Иване Афанасьевиче: письма, воспоминания и фотографии. Одна из фотографий подписана: «Гомельскому краеведческому музею от начальника Московского высшего общевойскового командного училища имени Верховного Совета РСФСР генерал-лейтенанта Магонова Ивана Афанасьевича. Москва, март 1981 г.». На втором снимке Иван Афанасьевич во главе колонны, подпись гласит: «Выход к месту построения на Красной площади для участия в военном параде 7 ноября 1977 года»[14].
- Имя на памятнике известным уроженцам Ветковского района. Памятник в форме раскрытой книги установлен в Ветке (Гомельская область).

## Видео
- Командиры МВОКУ: Янгорев, Магонов
- Кремлевцы: начало биографии (Главный консультант фильма генерал-лейтенант И. А. Магонов)
- Кремлёвские курсанты: 100-й выпуск (1977 г.)